# Tim McCord
Tim McCord (Sacramento, 28 giugno 1979) è un bassista statunitense, attualmente membro della band Evanescence. Tim entrò nel gruppo nell'agosto del 2006 rimpiazzando Will Boyd.
Precedentemente, Tim è stato chitarrista della band The Revolution Smile dal 2000 al 2004.

## Equipaggiamento
- Basso
  - Ernie Ball
- Amplificatore
  - Ampeg SVT-4PRO
- Altro
  - Ampeg 8x10 speaker cabinets

## Collaborazioni
- Rings of Saturn
- Double Think - chitarrista
- The Revolution Smile - chitarrista (2000-2004)
- Quitter - bassista, tastierista (2001-2004)
- The Snobs - chitarrista (2005-2008)
- Evanescence - bassista (2006-presente)

## Discografia

### Con i The Revolution Smile
- Above The Noise (2002)

### Con i Quitter
- Sender.Receiver (2003)

### Con gli Evanescence
- The Open Door (2006)
- Evanescence (2011)
- Synthesis (2017)
- The Bitter Truth (2021)